# Battaglia di Ancona

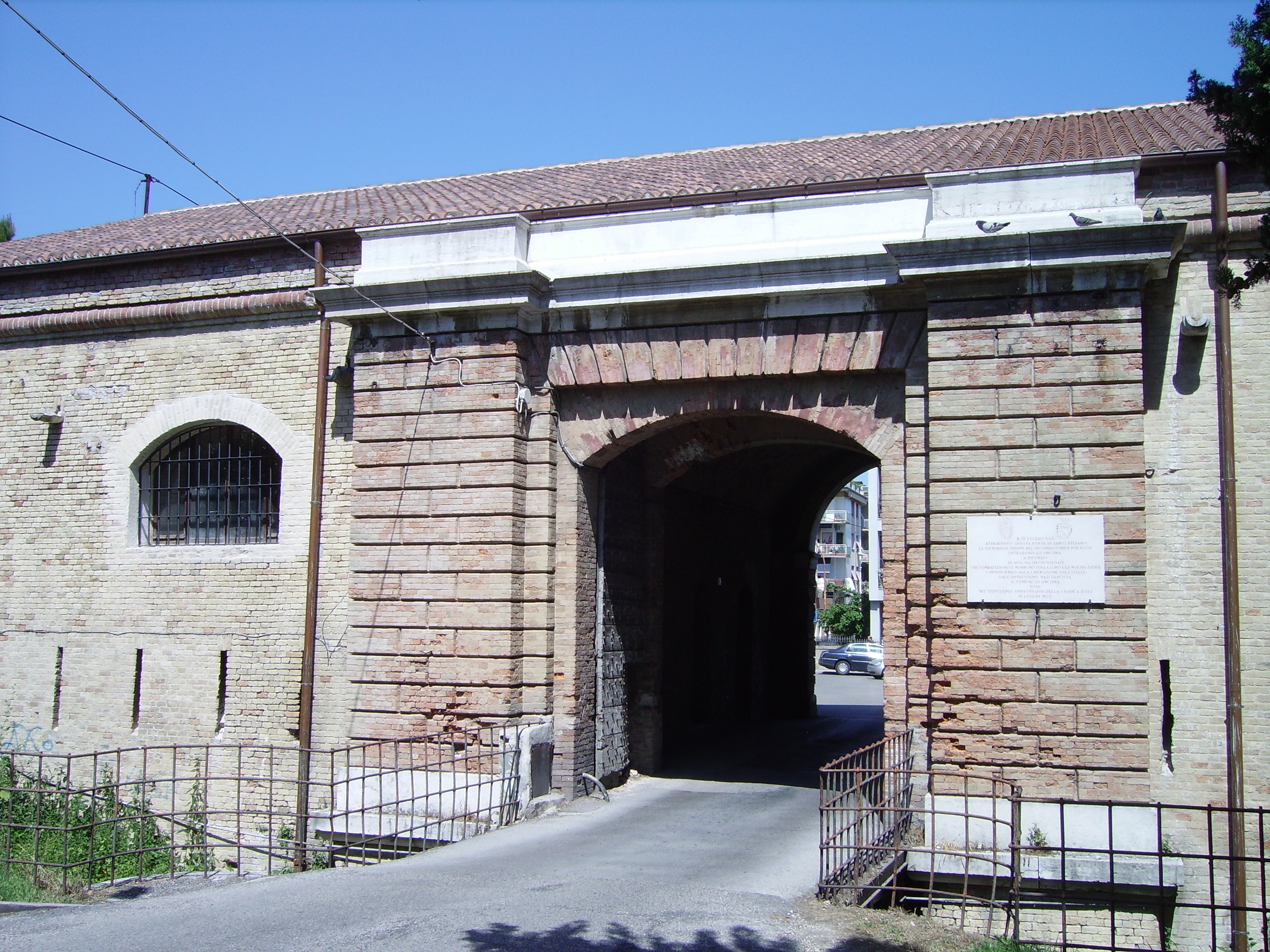
Porta Santo Stefano, ad Ancona attraverso la quale le truppe guidate da Władysław Anders entrarono in città per liberarla.

La battaglia di Ancona (in Polacco: Bitwa o Ankonę) è stata un episodio della Seconda guerra mondiale che vide il ⅠⅠ Corpo d'armata polacco (polacco: Drugi Korpus Wojska Polskiego) ed elementi cobelligeranti e resistenti italiani affrontare l'esercito tedesco che occupava la città e il porto di Ancona.
Questo porto adriatico, al pari di quello di Livorno sul Tirreno, era infatti necessario per permettere alle forze alleate un'ulteriore avanzata verso nord, in quanto i porti di Napoli e di Brindisi erano ormai troppo lontani dal fronte per permettere regolari rifornimenti alle truppe. La battaglia durò dal 16 giugno al 18 luglio 1944. Il Secondo Corpo polacco, come già durante la battaglia di Monte Cassino, era comandato dal generale Władysław Anders, al quale era stato affidato il comando del settore adriatico del fronte italiano il 17 giugno 1944.
Il Secondo Corpo, che dal punto di vista operativo dipendeva dall'Ottava Armata britannica, era costituito da due divisioni di fanteria (3ª Divisione "Fucilieri dei Carpazi" e 5ª Divisione “Kresowa”); dalla 2ª Brigata corazzata, formata da tre reggimenti (1º Reggimento "Lancieri di Krechowce", 4º Reggimento "Scorpione", 6º Reggimento "Bambini di Leopoli"); dalle truppe di Corpo d'Armata, composte di artiglieria, di servizi e del Reggimento esplorante "Lancieri dei Carpazi". Gli effettivi comprendevano anche il "Servizio Ausiliario Femminile" ed erano in totale circa 43 000.
Il Corpo fu incaricato della cattura della città di Ancona il 16 giugno 1944 e realizzò il compito assegnatogli solo un mese dopo.

## Fasi della battaglia
Fase preliminare della battaglia di Ancona è considerato l'attraversamento del fiume Chienti, che le truppe polacche raggiunsero il 21 giugno; fino al 30 giugno lungo le sponde di questo fiume si susseguirono aspri combattimenti. Quando gli alleati stavano per sferrare l'attacco decisivo sul Chienti, le due divisioni tedesche incaricate dal 51º Corpo d'armate alla difesa, la 71. e la 278. Infanterie-Division, il 30 giugno si ritirarono improvvisamente cogliendo di sorpresa gli avversari. Ritirandosi a nord per diverse decine di chilometri si attestarono sul Musone, ultima barriera naturale prima di Ancona. Così lungo la valle del Musone e dei suoi affluenti si concentrarono intensi ed aspri combattimenti per tutta la prima metà di luglio, tra cui la cruenta battaglia di Filottrano e l'occupazione della città di Osimo (6 luglio 1944), che svolgeva la funzione di capoluogo delle Marche, in quanto, dopo i bombardamenti dell'ottobre 1943 di Ancona, tutti i centri di potere fascista erano stati trasferiti ad Osimo e dintorni.
L'offensiva principale iniziò il 17 luglio lungo il fronte sulla Linea Edith così chiamata dai tedeschi. La manovra prevedeva un accerchiamento della città dorica, che sarebbe stata raggiunta da nord e non da sud, come invece era prevedibile che accadesse. La prima mossa di questa manovra fu la conquista da parte delle truppe polacche del Monte della Crescia, nei dintorni di Offagna, ad ovest di Ancona in territorio osimano. La sera del 17 luglio le truppe polacche arrivarono ad Agugliano e la mattina seguente conquistarono Offagna, dove i tedeschi avevano sferrato un contrattacco.
Nello stesso giorno i polacchi raggiunsero Chiaravalle, già a nord di Ancona, mentre le loro truppe corazzate raggiungevano il mare nella zona delle Torrette, frazione settentrionale di Ancona, nel tentativo di impedire ai difensori tedeschi di Ancona di uscire dalla città in direzione della Linea Gotica. La manovra ha un successo solo parziale, in quanto alcune truppe tedesche riescono a sfuggire l'accerchiamento. Il Secondo Corpo d'Armata Polacco entrò in Ancona attraverso Porta Santo Stefano alle 14:30 del 18 luglio.
Durante le varie fasi della battaglia, compresa la liberazione finale di Ancona, le forze polacche furono coadiuvate dagli italiani: sotto il comando polacco operavano infatti anche truppe del Corpo Italiano di Liberazione (CIL), comandato dal gen. Umberto Utili e con un organico di circa 25 000 uomini e i partigiani "Patrioti della Maiella", comandati da Ettore Troilo. Un reparto di volontari italiani, la 111ª Compagnia Difesa Ponti, affiancava i polacchi dopo essere stato addestrato come commando. La linea tedesca sul fiume Musone, tra Osimo e Filottrano, fu abbattuta però dal IX Reparto d'Assalto italiano dopo numerosi tentativi polacchi che ebbero molte perdite, molte delle quali oggi sepolte al cimitero militare polacco di Loreto. Il generale Anders dichiarò che la Battaglia sul Musone per la conquista di Ancona fu la più cruenta per le truppe polacche dopo quella di Monte Cassino.

## Dopo la battaglia

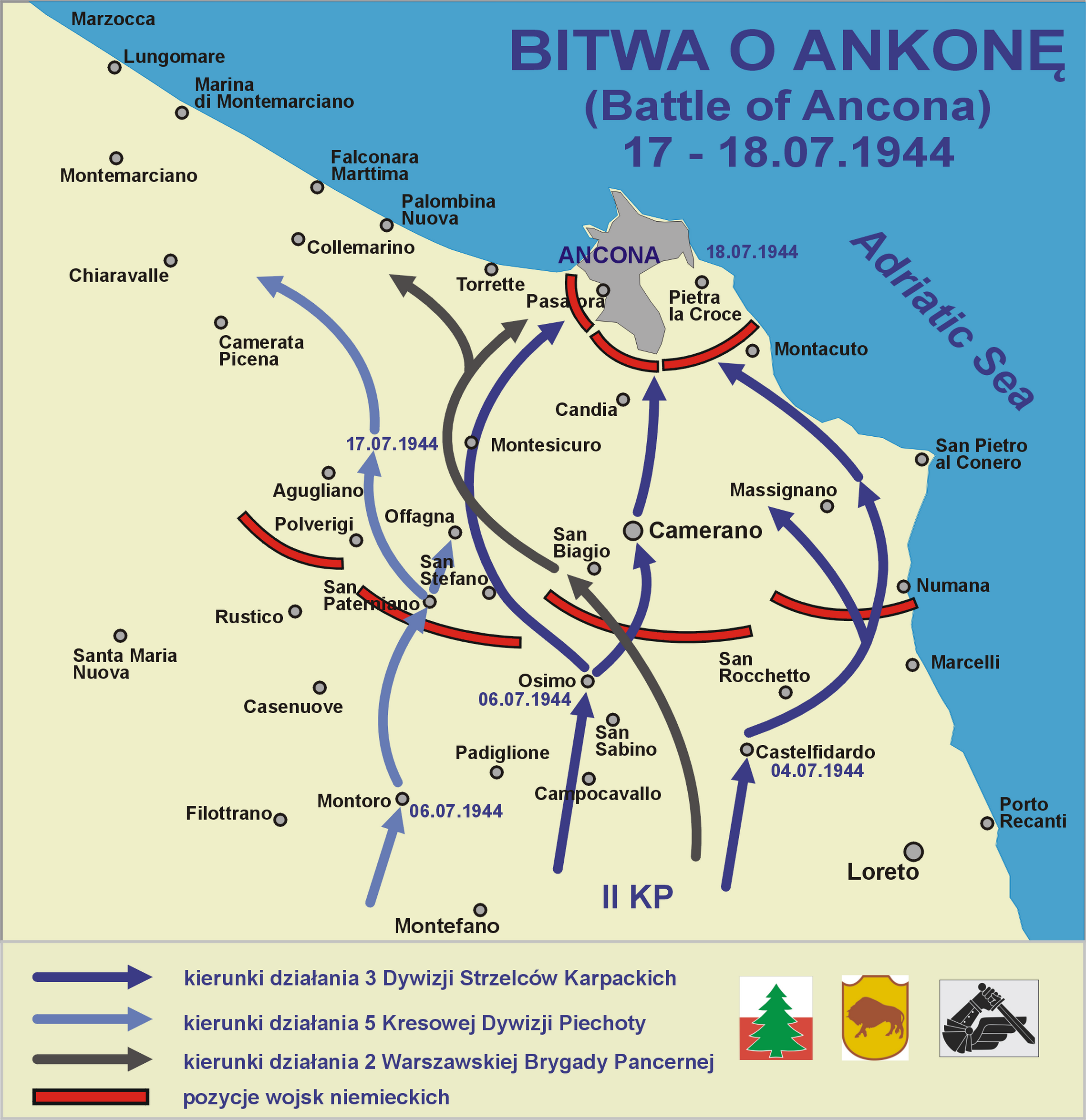
Fasi della Battaglia di Ancona

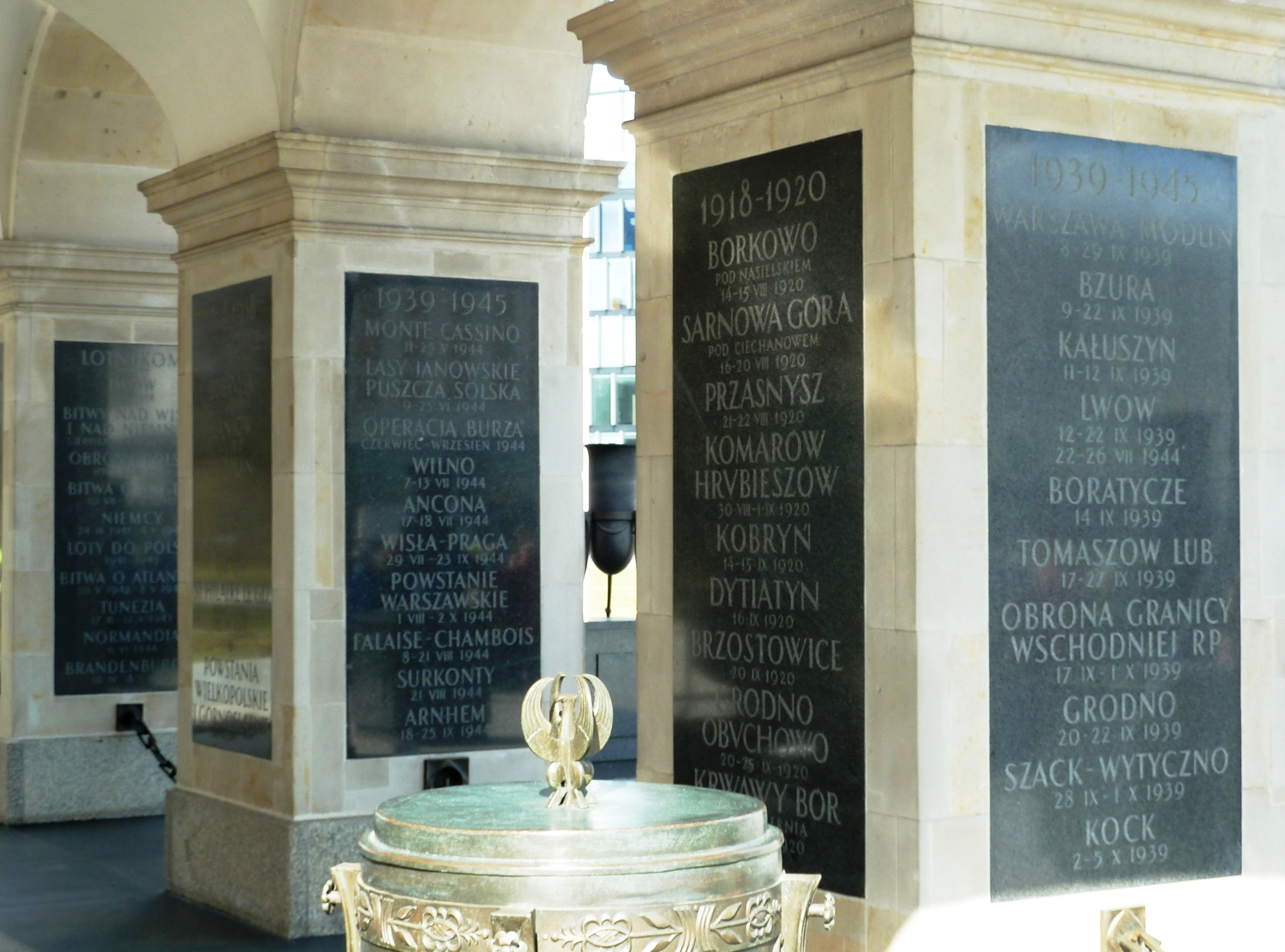
Il nome di Ancona al Monumento al milite ignoto di Varsavia. I toponimi non sono riportati in lingua polacca, ma ciascuno nella lingua del paese in cui si trovano.

Dopo la conquista di Ancona gli Alleati (e con essi il Secondo Corpo Polacco) poterono pensare allo sfondamento della Linea Gotica.
La presa di Ancona fu l'unica operazione che il Secondo Corpo polacco compì in maniera del tutto autonoma.
Nella città appena liberata si instaura una proficua collaborazione tra polacchi e italiani.
Il coordinamento delle attività amministrative è affidato a Carlo Albertini, comandante del 3º Corpo dei Vigili del Fuoco. Insieme ai suoi uomini si era dedicato con dedizione al soccorso dei cittadini dopo i bombardamenti alleati che erano iniziati nell'ottobre 1943 e che, continuando per mesi, avevano provocato 2782 morti, 58 000 sfollati e vaste distruzioni in città, specie nella zona del porto.
Sotto tutela degli alleati si ricostituì in Ancona la pubblica amministrazione.
Il generale Władysław Anders ricevette la cittadinanza onoraria di Ancona l'8 dicembre 1945.
Nel Monumento al milite ignoto di Varsavia è ricordata la battaglia di Ancona, inserita insieme alla battaglia di Montecassino nella targa delle imprese belliche del 1939-1945.